# 국민건강보험 일산병원
국민건강보험 일산병원(國民健康保險 一山病院, National Health Insurance Service Ilsan Hospital)은 대한민국 최초의 보험자 직영 병원으로서 의료 공공서비스 수준을 높이기 위해 대한민국 보건복지부 산하 국민건강보험공단에 부설된 병원이다. 경기도 고양시 일산동구 일산로 100에 위치한다.
병원 건물은 건축가 김희수에 의해 설계된 것으로, 당시 국내 최대의 아트리움을 건물 중앙에 배치한 의의 등을 인정 받아 1999년에 대한건축사협회에서 주관하는 한국건축문화대상 본상을 수상하였다.

## 연혁
- ’00.3월       국민건강보험공단 일산병원 개원
- ’06.7월       의학연구소 개소
- ’09.4월       신포괄지불제도 시범사업 시행
- ’11.2월       1주기 의료기관인증 획득 … 2주기인증(‘15.2월)
- ’13.2월       암치료센터 개소
- ’13.7월       간호·간병 통합서비스 사업 시행
- ’16.5월       장기이식센터 설치
- ’16.6월       로봇수술기(Da Vinci-Xi) 도입
- ’17.3월       동관 증축동 준공
- ’17.6월       암센터 확대 개소
- ’19.2월       3주기 의료기관인증 획득

## 조직
병원장
연구소, 적정진료실, 교육수련부, 기획조정실, 홍보실, 공공의료사업단
| 진료부원장 \| - 감염관리실 - 진료부 \| - 진료지원부 - 의료정보실 - 간호부 \| | 행정부원장 - 총무실 - 원무실       |
| - 감염관리실 - 진료부                                                        | - 진료지원부 - 의료정보실 - 간호부 |

## 같이 보기
- 국민건강보험공단